# Hofzug des Herzogs von Sachsen-Coburg und Gotha
Der Hofzug des Herzogs von Sachsen-Coburg und Gotha bestand aus sechs Salonwagen, die gebaut wurden, nachdem Herzog Alfred (1844–1900) 1893 die Regierung im Herzogtum Sachsen-Coburg und Gotha angetreten hatte. 

## Vorgeschichte
Der Herzog von Sachsen-Coburg und Gotha verfügte seit 1874 über einen kleinen zweiachsigen Salonwagen, der bei Klett in Nürnberg gebaut worden war. Der kostete 9270 Mark. Er war bei den Preußischen Staatseisenbahnen mit der Nr. „Erfurt 1403“ eingestellt. Dieses Fahrzeug ersetzte 1889 ein dreiachsiges von Waggon- und Maschinenbau AG Görlitz.

## Geschichte
Alfred war reisefreudig und hatte ausreichende Mittel, sich als Regent eines so kleinen deutschen Bundesstaates einen so verhältnismäßig umfangreichen Hofzug leisten zu können. Den Auftrag zum Bau des Zuges erhielt die „inländische“ Gothaer Waggonfabrik. Die ersten Fahrzeuge wurden 1896 geliefert, 1898 waren alle in Betrieb. Die Innenräume waren vergleichsweise modern gestaltet, mit nur wenigen Anklängen an den Historismus – ganz im Gegensatz etwa zu den Fahrzeugen, die Kaiser Wilhelm II. etwa zeitgleich und später noch für seinen Hofzug in Auftrag gab. 
Die Wagen erhielten bei der Königlichen Eisenbahn-Direktion Erfurt die Betriebsnummern 1 bis 6. Nach dem Tod von Herzog Alfred war der Betrieb des Zuges seinem Neffen und Nachfolger Herzog Carl Eduard wohl zu teuer, jedenfalls verkaufte er die Fahrzeuge an die Preußischen Staatseisenbahnen, die fünf davon zu Schlaf-, Speise- und Salonwagen für Züge des öffentlichen Verkehrs umbauen ließ. Der sechste Wagen wurde von der Waggonfabrik Van der Zypen & Charlier zu einem Gleismesswagen umgebaut.
Im Frühjahr 1911 bekam Herzog Carl Eduard von der Gothaer Waggonfabrik einen neuen Salonwagen geliefert. Es war ein mit der neusten Technik ausgestatteter, sechsachsiger Drehgestellwagen mit einem Salon, zwei Schlafzimmern, zwei Schlafabteilen, einem Dienstabteil und drei Toiletten. Er erhielt die Betriebsnummer „6“.